# Mk 54 (торпеда)

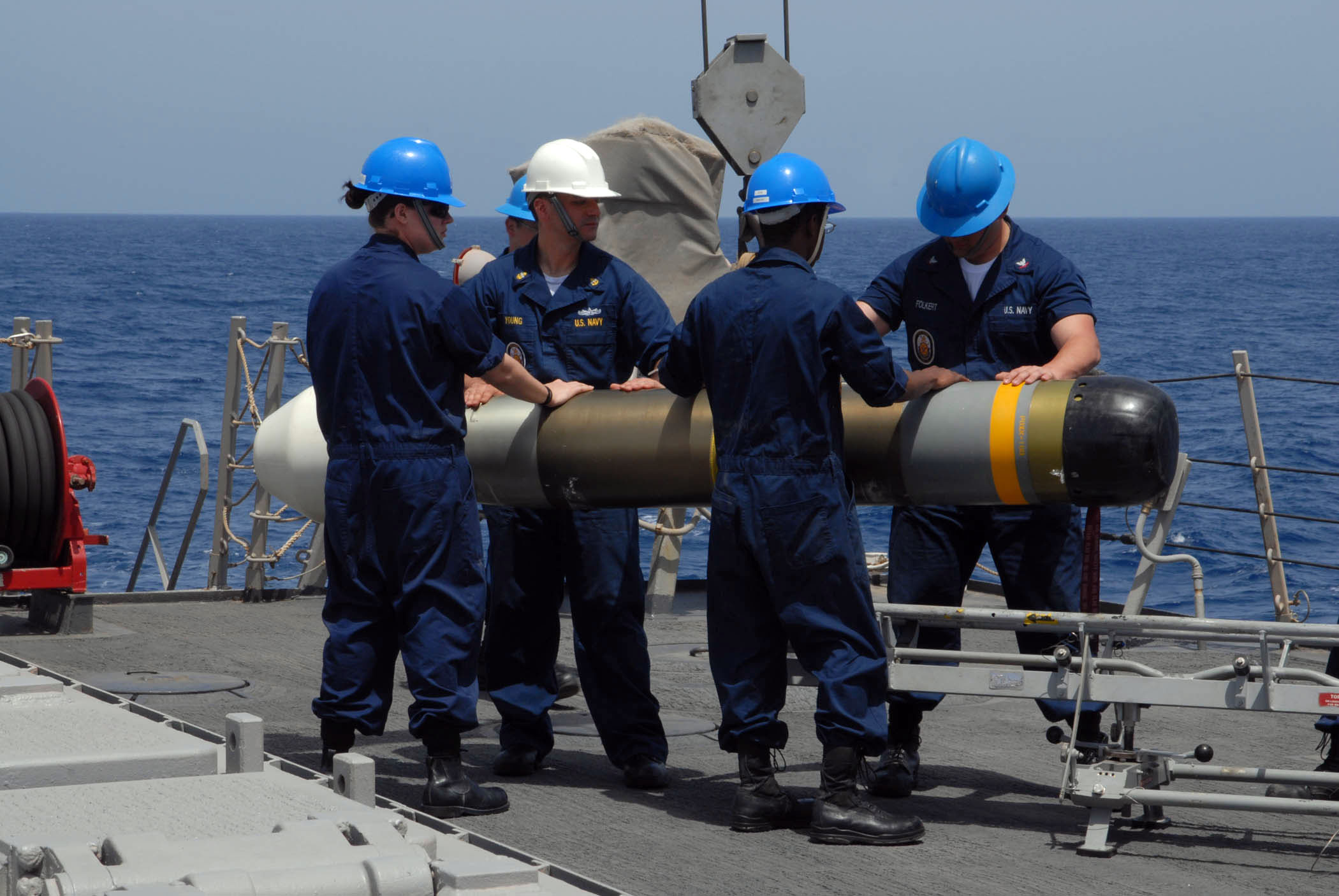
Завантаження ракети на есмінець USS Ross (DDG-71)

Mark 54 — легка протичовнова ракета виробництва США, що може застосовуватись з літаків, гелікоптерів та кораблів. Призначена для застосування у не надто глибоких прибережних водах.

## Історія
На кінець 1990-х років торпеда Mark 46 була погано пристосована для використання у прибережних водах, а торпеда Mark 50, хоч і мала високі параметри, була занадто дорогою (3 000 000 доларів), через що її виробництво призупинили.
Розробка ракет розпочалась у 2000 році, а у 2003 вони були прийняті на озброєння. Серійне виробництво перших 24 екземплярів розпочали у жовтні 2004 року. Командування морських систем ВМФ США (Naval Sea Systems Command) вирішило розробити легку торпеду Mark 54 «MAKO» за програмою Lightweight Hybrid Torpedo (LHT). Вона була поєднанням систем пошуку і наведення з Mark 50 і системи приводу з Mark 46. Найновіші ІТ технології, програмне забезпечення дозволяють торпеді Mark 54 у прибрежних водах виділяти шуми підводних човнів серед шумів відбитих звукових хвиль від дна і поверхні води, випадкових кораблів та за застосування засобів контрборотьби.
Компанія Lockheed Martin виграла тендер в рамках програми (англ. High Altitude Anti-Submarine Warfare Weapons Concept — HAAWC) на розробку системи LongShot для торпеди Mark 54, з якою патрульний літак не повинен був спускатись з висоти близько 9100 м до висоти 300-90 м після виявлення підводного човна, а міг без затримки застосовувати торпеду з великої висоти і відстані. Система LongShot представляє з себе керований апарат планерного типу, що дозволяє безпечно спустити Mark 54 в заданий квадрат моря. Торпеда є основним озброєнням протичовнових літаків P-3C Orion ВМФ США.

### Технічні дані Mark 54 MAKO

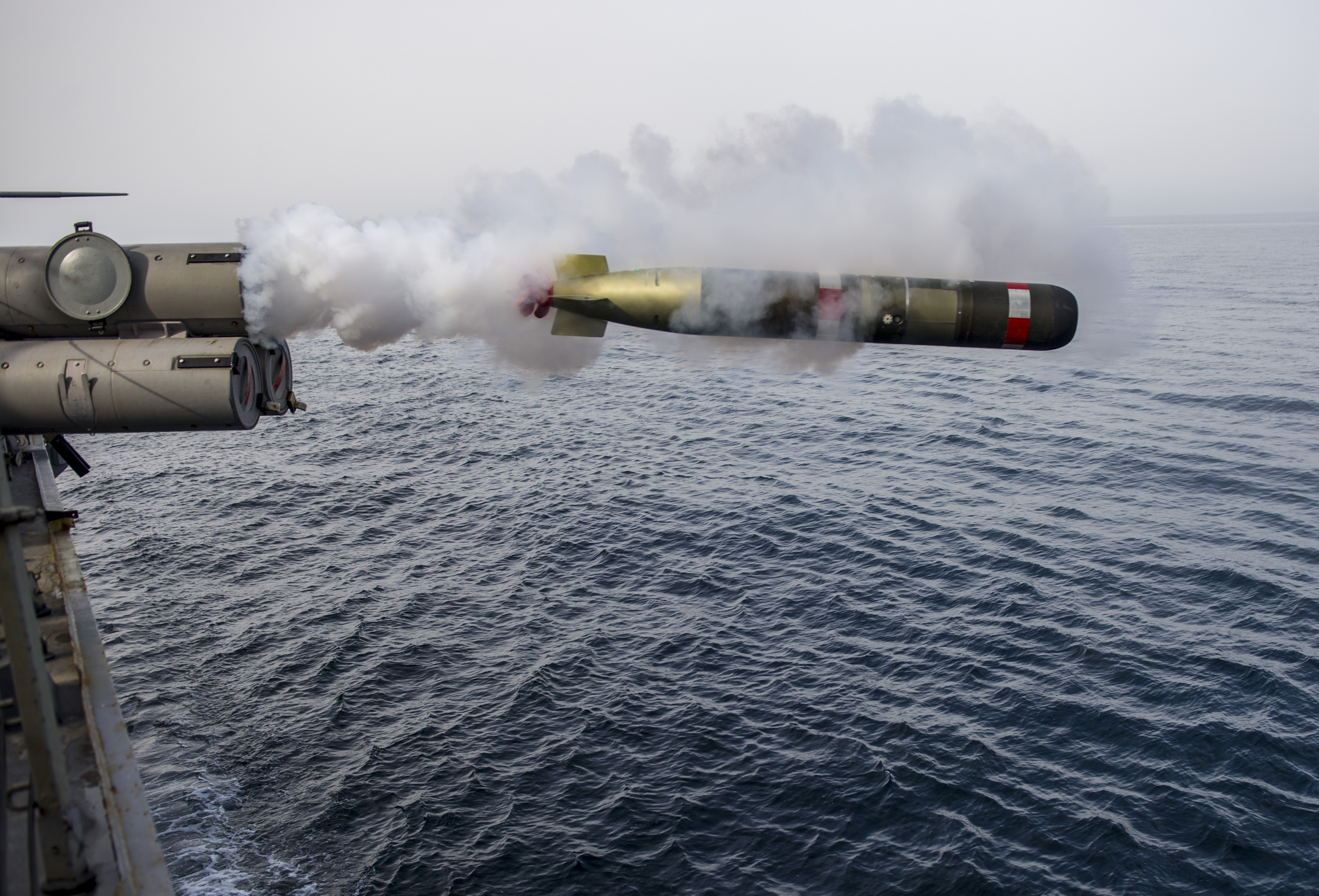
Запуск торпеди з есмінця USS Roosevelt (DDG-80)

|                         | |
| Розміри                 | Параметри |
| Роки випуску            | 2003 → |
| Країна-виробник         | США |
| Завод-виробник          | Raytheon Naval • Maritime Integrated Systems |
| Довжина                 | 2,715 м |
| Діаметр                 | 324 мм |
| Вага                    | 276 кг |
| Мотор                   | поршневий мотор із зовнішнім згоранням • Treibstoff Otto 2                                                                                             |
| Швидкість               | понад 40 вузлів |
| Дальність               | 2400 м |
| Боєголовка              | 44 кг • кумулятивний ефект |
| Наведення               | Sonar активне, пасивне |
| Вартість                | близько 1 000 000 доларів |
| Застосування з платформ | гелікоптери SH-2 Seasprite • SH-60 Seahawk літаки, наприклад Lockheed P-3, Boeing P-8A «Poseidon» кораблі з системами Mark 32 • ASROC • Mark 60 CAPTOR |